# Смоленска нуклеарна електрана
Смоленска нуклеарна електрана, СНЕ (рус. Смоленская АЭС; САЭС) је нуклеарна електрана у јужном делу Смоленске области, на западу европског дела Руске Федерације. Налази се на јужној обали Десногорског језера, на око 3 км западно од града Десногорска, на територији Рослављанског рејона. Ради под управом руске националне компаније задужене за нуклеарну енергију „Росенергоатом“
Електрана је пуштена у рад 1984. године. Првобитно је требало да поседује 4 нуклеарна реактора РБМК-1000 укупног капацитета од 4.000 МВт, али је градња реактора Смоленск-4 обустављена 1993. године.
Планирано је да до 2030. електрана престане у потпуности са радом, односно да након искључења реактора 1 2027. са радом почне заменска С-2 НЕ на којој су радови почели 2012. године.
| Реактор    | Тип реактора | Снага   | Снага    | Градња започела | Повезивање на мрежу            | Почетак рада                   | Затварање                      |
| Реактор    | Тип реактора | Нето    | Бруто    | Градња започела | Повезивање на мрежу            | Почетак рада                   | Затварање                      |
| ---------- | ------------ | ------- | -------- | --------------- | ------------------------------ | ------------------------------ | ------------------------------ |
| Смоленск-1 | РБМК-1000    | 925 МВт | 1000 МВт | 01.10.1975.     | 09.12.1982.                    | 30.09.1983.                    | 2027. (план)                   |
| Смоленск-2 | РБМК-1000    | 925 МВт | 1000 МВт | 01.06.1976.     | 31.05.1985.                    | 02.07.1985.                    | 2030. (план)                   |
| Смоленск-3 | РБМК-1000    | 925 МВт | 1000 МВт | 01.05.1984.     | 17.01.1990.                    | 12.10.1990.                    | 2035. (план)                   |
| Смоленск-4 | РБМК-1000    | 925 МВт | 1000 МВт | 01.10.1984.     | Градња обустављена 01.12.1993. | Градња обустављена 01.12.1993. | Градња обустављена 01.12.1993. |